# Køge Havn
Køge Havn er en færge-, industrihavn og historisk havn ved den danske købstad Køge.
Køge Havn var i middelalderen handelsplads og udskibningssted for landsbyen, Ny Køge, der blev anlagt ved vandet, og kan dateres til 1100-tallet.

## Færgehavn
Havnen har siden 2002 været en færgehavn, og siden 1. oktober 2004 har der været daglig forbindelse til og fra Rønne Havn på Bornholm.
Regeringen med trafikminister Flemming Hansen i spidsen indgik Færgeforlig II af 2. januar 2003, der bestemte at natfærgerne mellem Rønne og København fra oktober 2004 skulle flyttes til Køge, samtidig med at Bornholmstrafikken skulle i licitation, med et krav om nye færger som erstatning for M/F Povl Anker og M/F Jens Kofoed. Det bornholmske rederi beholdte trafikken efter licitation, og 30. september 2004 forlod M/F Povl Anker Kvæsthusbroen i København for sidste gang, og om morgenen den 1. oktober 2004 ankom M/F Jens Kofoed til det nye færgeleje i Køge. I april året efter blev de afløst af de nye færger M/F Dueodde og M/S Hammerodde.
BornholmerFærgen tabte i 2016 en ny licitation om færgebetjeningen til Molslinjen, som derfor overtog fragt- og passagertransporten til Bornholm fra 1. september 2018 under rutenavnet Bornholmslinjen. Til den opgave bestilte det jyske rederi et nyt RoRo-skib i Finland. M/F Hammershus ankom til Køge Havn direkte fra værftet nogle timer efter midnat den 24. august.
Langt størstedelen af de over 400.000 tons gods der hvert år fragtes til og fra Bornholm er via Køge Havn.